# Hrvatski rukometni kup za muškarce 2012./13.
Hrvatski rukometni kup za muškarce za sezonu 2012./13. je jedanaesti put zaredom osvojio Croatia osiguranje iz Zagreba.

## Rezultati

### Četvrtzavršnica
Igrano 27. i 28. ožujka 2013.
| klub1                     | rez.  | klub2                  |
| ------------------------- | ----- | ---------------------- |
| Poreč                     | 40:32 | Dubrava Zagreb         |
| Đakovo                    | 32:30 | Spačva Vinkovci        |
| Croatia osiguranje Zagreb | 28:21 | NEXE Našice            |
| Umag                      | 35:25 | Gorica (Velika Gorica) |

### Završni turnir
Igrano 10. i 11. svibnja 2013. u Novigradu.
| klub1                     | rez.          | klub2         |
| poluzavršnica             | poluzavršnica | poluzavršnica |
| ------------------------- | ------------- | ------------- |
| Croatia osiguranje Zagreb | 39:23         | Umag          |
| Đakovo                    | 26:32         | Poreč         |
|                           |               |               |
| za treće mjesto           |               |               |
| Umag                      | 26:28         | Đakovo        |
|                           |               |               |
| za pobjednika             |               |               |
| Croatia osiguranje Zagreb | 27:23         | Poreč         |

## Poveznice
- Premijer liga 2012./13.
- 1. HRL 2012./13.
- 2. HRL 2012./13.
- 3. HRL 2012./13.
- 5. rang prvenstva 2012./13.